# Timo Tapani Oksala
Timo Tapani Oksala (Joutseno, 9 de abril de 1958-Helsinki, 13 de diciembre de 2010), más conocido como T. T. Oksala, fue un guitarrista y productor de música finlandés.

## Biografía
En su juventud, Timo Oksala tocaba la guitarra en bandas locales. Estando en la banda T-Team de Joutseno ganó un festival en el año  1975, y en el mismo año participó como vocalista y guitarrista en una banda de rock en la fase final del Campeonato Mundial de la FIFA. La carrera profesional de Oksala empezó en el año 1978 en la publicación del álbum de Harri Saksala Radio Storm, con el bajista Pekka ”Pave” Maijanen, Upi Sorvali como batería y Jukka Gustavson como teclista. En agosto de 1979 la banda de Oksala T.T. Oksala & Storm Band hizo su primera aparición en 1979 en el Ruisrock. Más tarde, en otoño de 1979 se unió a la banda Piirpauke, y en verano de 1981 a la banda de Timo Kojo. A principios de 1982 fue llamado por el grupo de Pekka Pohjola y además estuvo involucrado en la orquesta europea de Hector. Tämän jälkeen hän siirtyi pääasiassa tuottajaksi ja äänittäjäksi soittaen ajoittain levyillä myös sessiomuusikkona. 
TT Oksala produjo a una gran serie de bandas de rock finlandesas. Desde principios del año 1980 a finales del mismo año estuvo involucrado en las bandas Boycott, Keba, Liikkuvat Lapset, Pate Mustajärvi, Smack, SIG, Sielun Veljet, Peer Günt, Zero Nine y Yö. A finales de la década el entorno de la música finlandesa empezó a hablar del sonido de ”TT Oksala”. En 1985 llegó a ser el productor de la Emma Gaala.
Además de producir para las bandas mencionadas anteriormente, también ha producido para bandas más modernas como Negative, Ultra Bra, HIM, Lordi, Stratovarius, Suburban Tribe, Carmen Gray, Leningrad Cowboys y Fintelligens.
Destacar también que T. T. Oksala es el hermano del periodista Pekka Oksala.

## Álbumes
Radio storm  (1978) LOBO 001
- Waves
- Late
- Stohom
- Opening
- The City is burning
- Blue wood
- Smoke
- Take controll

Shore stories  (1988) Lighthouse LHLP 109
- Shamrock shore
- Hymn for tomorrow
- Carnival
- Rivers
- The last fight
- Sahara bound
- Mind games
- Haunting me
- Shamrock reprise

This Rhythm  (1992) Amulet WISHCD 38
- I Can Get No Sleep
- I Could Be Rich
- The Only One
- Radio World
- Innocent Eyes
- Strange Times
- Angie
- This Rhythm
- The Dance
- Throw Me A Line
- Like A Sister
- John O'Dream
- Outro

## EP
Border - EP (1983) Q KUUM 1001
- Border
- Peaceful Border
- My Border
- Future Border